# Ambrogio Lorenzetti
Ambrogio Lorenzetti (ou Ambruogio Laurati; c. 1290 - 9 de Junho, 1348) foi um pintor italiano da Escola Sienesa. Ele trabalhou aproximadamente de 1317 até 1348. Seu irmão foi o pintor Pietro Lorenzetti.
Seu trabalho mostra a influência de Simone Martini e Duccio, embora mais naturalista. Os afrescos nas paredes do Salão dos Nove (Sala dei Nove) ou Salão da Paz (Sala della Pace) no Palácio Público de Siena são obras-primas da pintura secular do começo do Renascimento. As paredes são pintadas com afrescos que consistem de um grande grupo de figuras alegóricas da virtude na Allegoria do Bom Governo. Nos dois outros painéis, Ambrogio dá uma visão panorâmica dos Efeitos do Bom Governo na Cidade e no Campo, e a Alegoria do Mau Governo e seus Efeitos na Cidade e no Campo. A obra é praticamente uma enciclopédia sobre os incidentes de um pacífico burgo medieval.
Como seu irmão, ele provavelmente deve ter morrido de peste bubônica em 1348. Giorgio Vasari inclui sua biografia em sua obra Vidas.

## Galeria

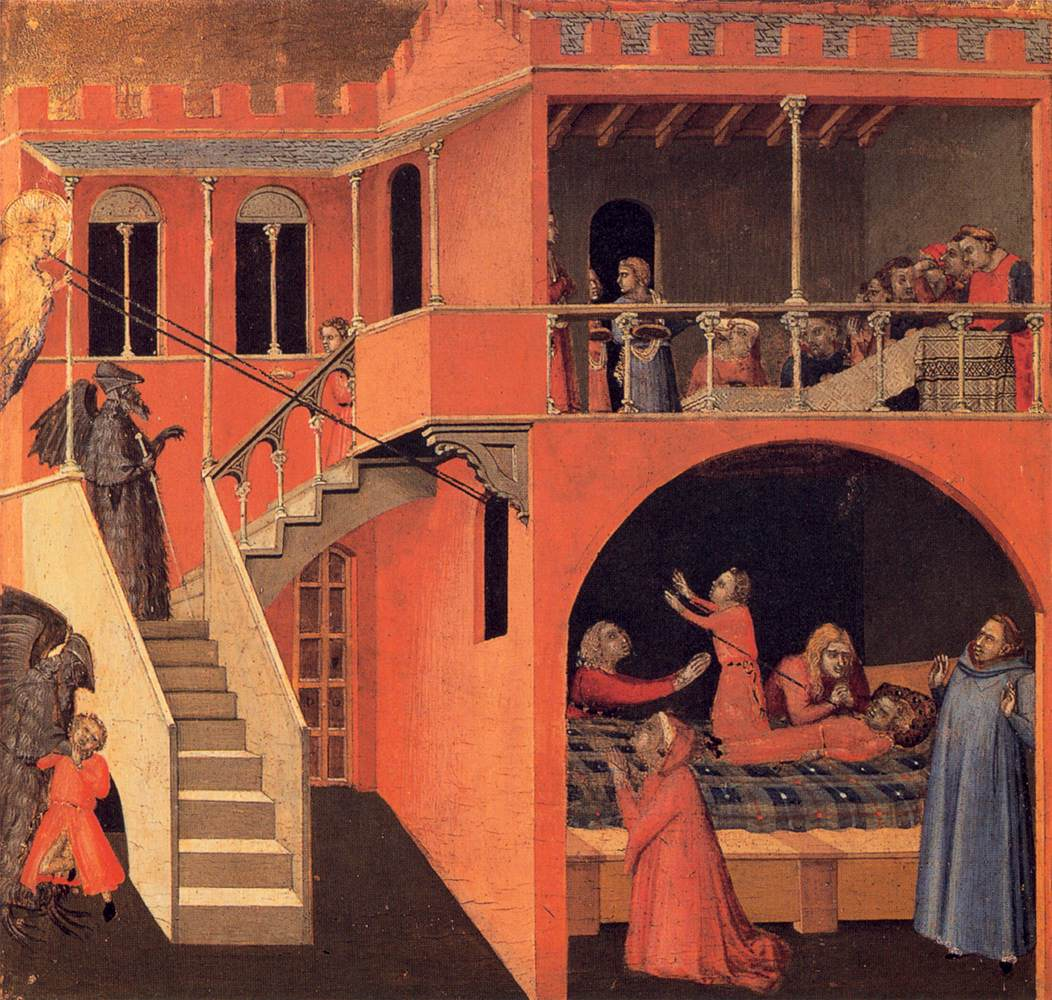
Cenas da Vida de São Nicolau de Bari
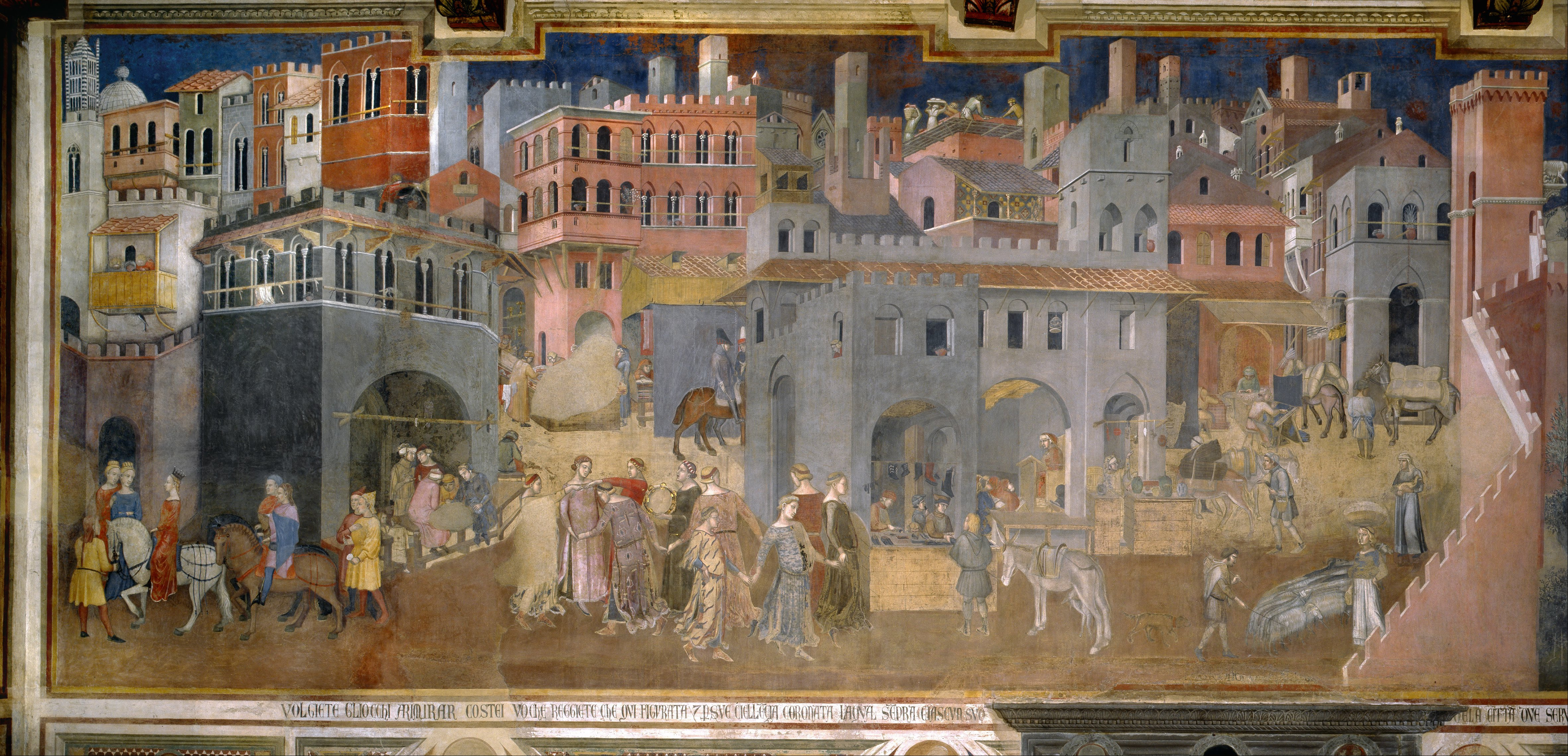
Os Efeitos do Bom Governo na Cidade